# Prasocuris flavocincta
Prasocuris flavocincta is een keversoort uit de familie bladkevers (Chrysomelidae). De wetenschappelijke naam van de soort werd in 1832 gepubliceerd door Gaspard Auguste Brullé.